# بخش نوواکوت
بخش نوواکوت (به لاتین: Nuwakot District) یک بخش در نپال است که در استان شماره ۳ واقع شده‌است. بخش نوواکوت ۱٬۱۲۱ کیلومتر مربع مساحت و ۲۷۷٬۴۷۱ نفر جمعیت دارد.